# Cung điện Linderhof

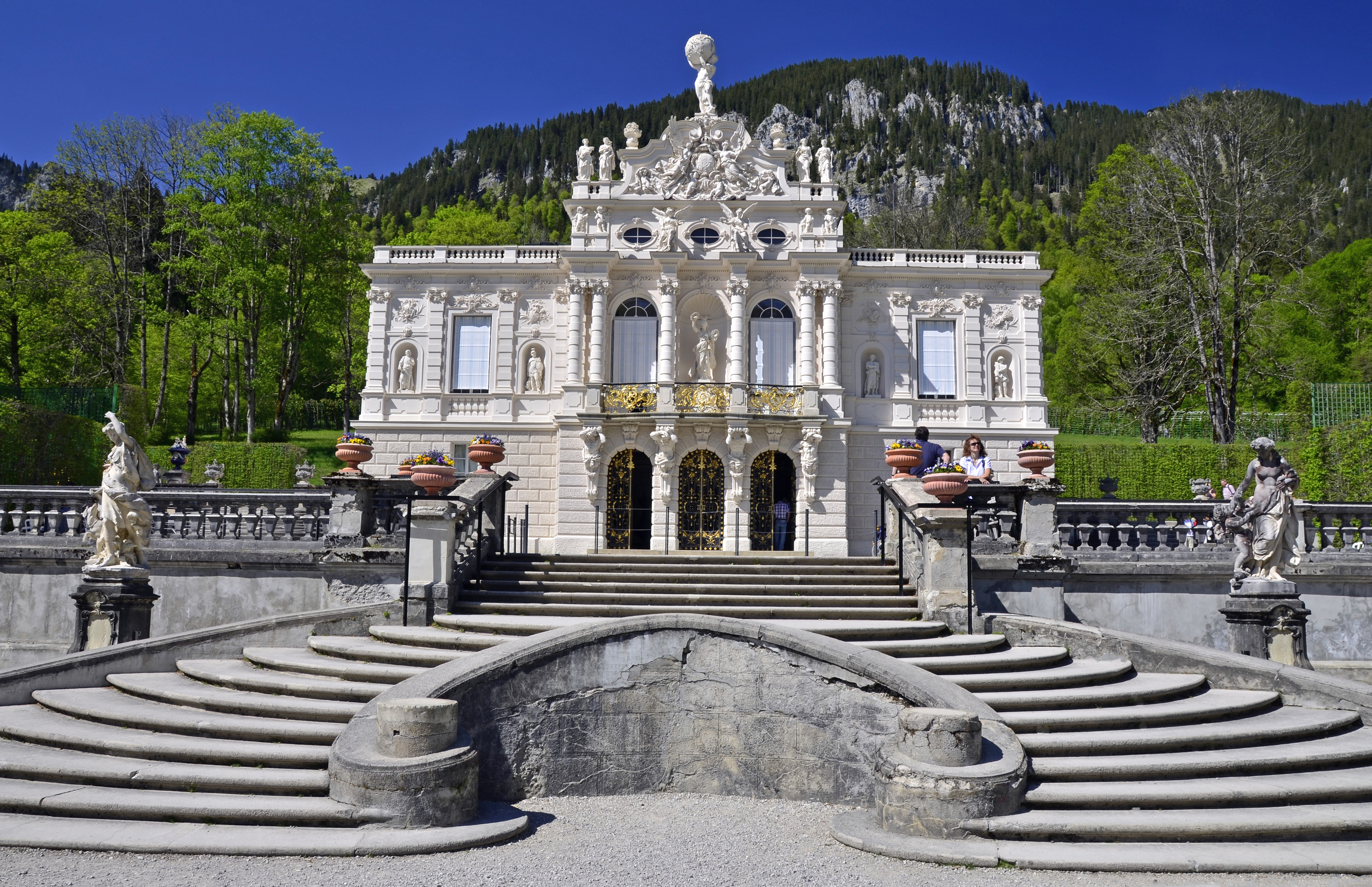
Lâu đài Linderhof, mặt phía nam

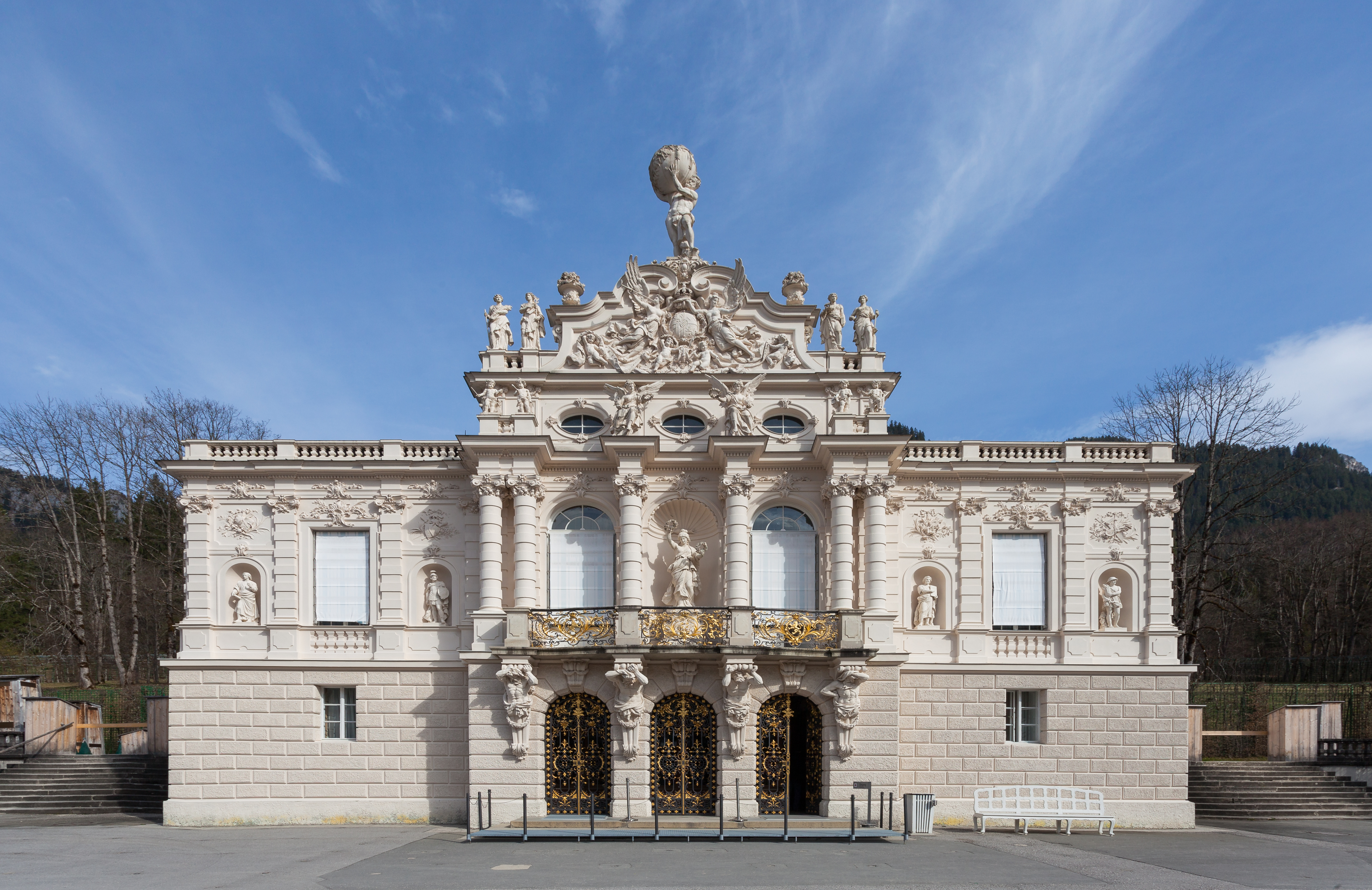
Chụp gần hơn

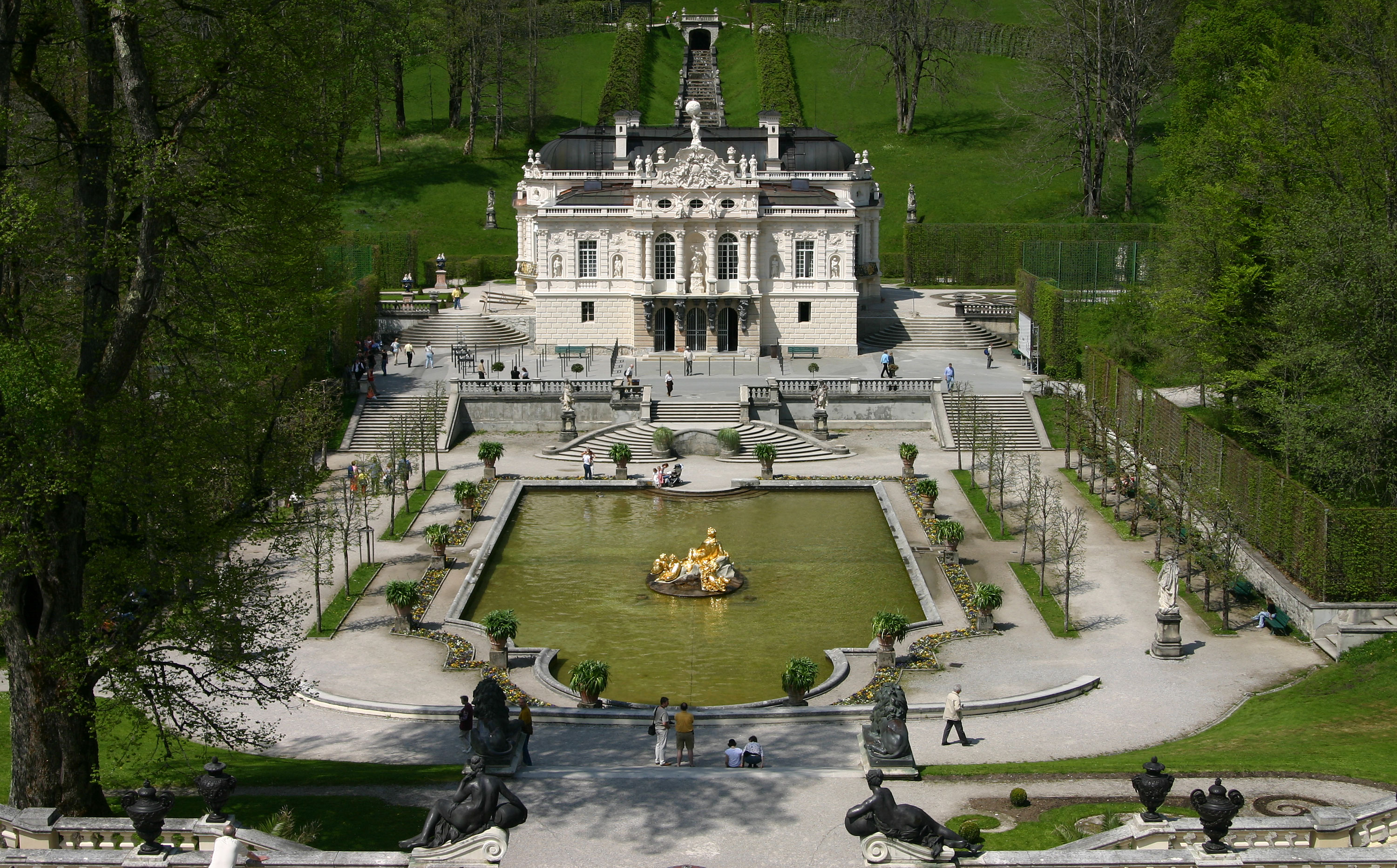
Nhìn từ đền thờ Venus

Lâu đài Linderhof ở xã Ettal, Thượng Bayern là một lâu đài của vua Ludwig II. Nó được xây dựng trong nhiều giai đoạn từ 1870-1886. Lâu đài nhỏ này được xây dựng ở vị trí ngôi nhà hoàng gia nhỏ bé của cha của ông Maximilian II.
Lâu đài Linderhof ở vùng núi Ammergau Alps là lâu đài nhỏ nhất trong ba lâu đài của Ludwig I I và là lâu đài duy nhất được hoàn thành trong cuộc đời của ông. Linderhof được coi là nơi cư trú yêu thích của "nhà vua trong truyện cổ tích", nơi mà ông thường xuyên cư trú nhất. Lâu đài và những khu vườn được mở cửa cho khách tham quan vào xem. Trong năm 2012, gần 437.000 du khách đã được ghi nhận đến thăm viếng.